# Robin Bruyère
Robin Bruyère (Luik, 4 december 1992) is een Belgisch marxistisch politicus voor de PVDA-PTB.

## Biografie
Bruyère studeerde economische en sociale geschiedenis en ging na zijn studies aan de slag als loketbediende bij de Nationale Maatschappij der Belgische Spoorwegen (NMBS). Hij werd er syndicaal actief als vakbondsafgevaardigde voor de socialistische ACOD.
Tijdens zijn tienerjaren ging Robin Bruyère zich engageren voor RedFox, de jongerenbeweging van de PVDA-PTB. Bij de Waalse verkiezingen van mei 2014 stond Bruyère op de 3de plaats op de PVDA-lijst in de kieskring Luik. Na zijn verhuis naar Namen kwam hij bij de gemeenteraadsverkiezingen van 2018 op in die stad. Hij stond opnieuw op de kieslijst voor PVDA bij de Belgische federale verkiezingen van 2019, ditmaal als 1e opvolger in de kieskring Namen. Van augustus 2023 tot juni 2024 zetelde hij voor de kieskring Namen in de Kamer van volksvertegenwoordigers, waar hij de eed aflegde als opvolger van zijn partijgenoot Thierry Warmoes. Bij de Waalse verkiezingen van juni 2024 was Bruyère eerste opvolger in de kieskring Namen.
Sinds 2021 zetelt Bruyère in de gemeenteraad van Namen, waar hij zijn partijgenoot Ode Baivier opvolgde.